# 대한민국 민법 제640조
대한민국 민법 640조는 차임연체와 해지에 대한 민법 채권법 조문이다.

## 조문
제640조 (차임연체와 해지) 건물 기타 공작물의 임대차에는 임차인의 차임연체액이 2기의 차임액에 달하는 때에는 임대인은 계약을 해지할 수 있다.

## 판례
연속2기 또는 비연속2기 (0)